# Glacier Spegazzini
Le glacier Spegazzini est un glacier appartenant au champ de glace Sud de Patagonie, de part et d'autre de la frontière entre l'Argentine et le Chili. La partie amont du glacier est située dans le parc national Los Glaciares (province de Santa Cruz) côté argentin, alors que l'aval est situé dans le parc national Bernardo O'Higgins (province de Magallanes) côté chilien. Le front mesure entre 80 m et 125 m de hauteur.
Le glacier est nommé en l'honneur du botaniste et mycologue italien Carlos Luigi Spegazzini (1858-1926).

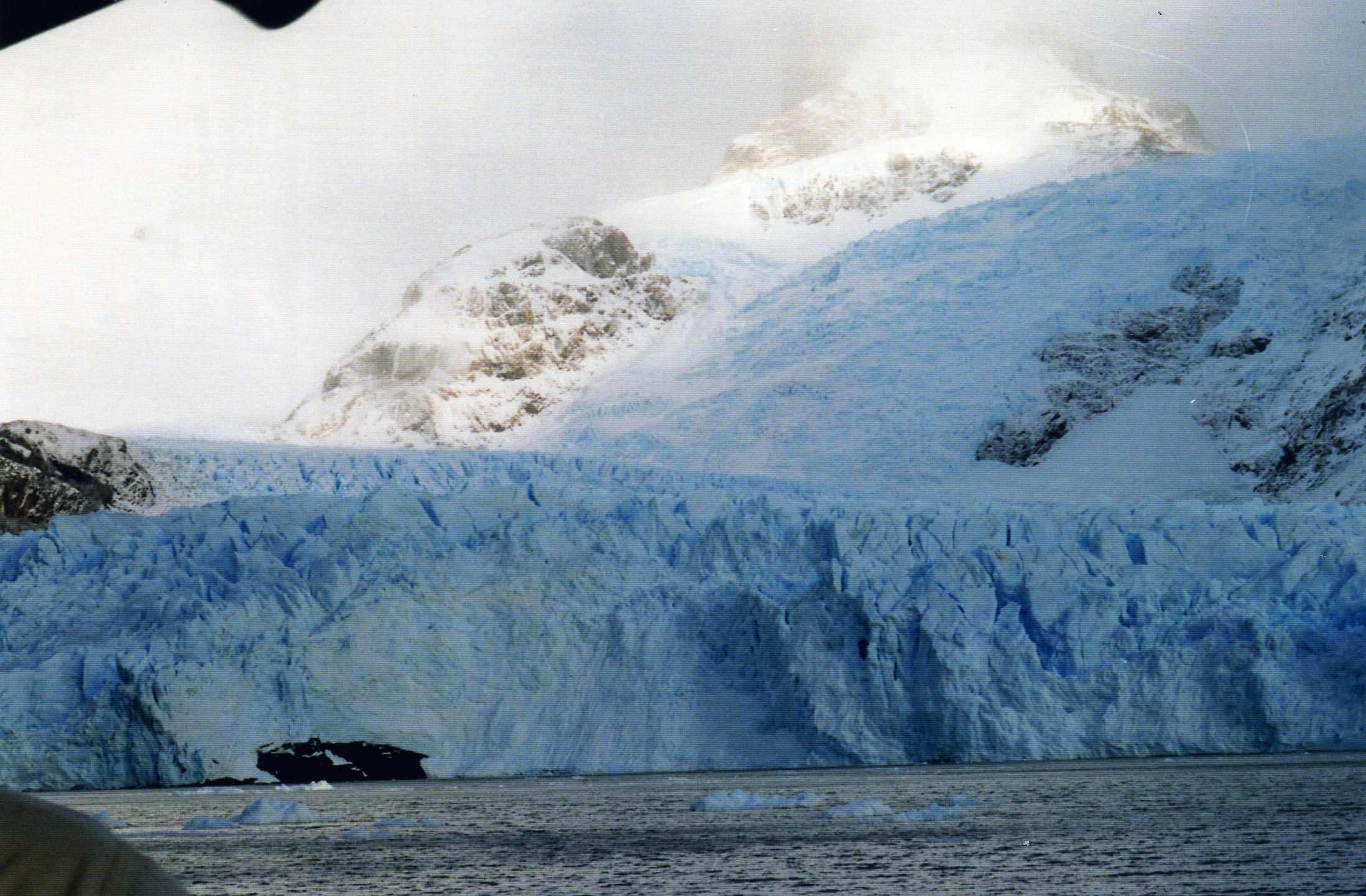
Vue du front glaciaire depuis un bras du lac Argentino.